# Opalinea
Classe
Les Opalinea sont une classe de chromistes de l'embranchement des Bigyra.

## Liste des ordres
Selon AlgaeBase (17 septembre 2022) :
- Opalinida Poche, 1913
- Proteromonadida Grassé, 1952

## Systématique
Le nom correct complet (avec auteur) de ce taxon est Opalinea Wenyon, 1926.